# Kapela Crkve Isusa Krista svetaca posljednjih dana u Zagrebu
Kapela Crkve Isusa Krista svetaca posljednjih dana pripada Crkvi Isusa Krista svetaca posljednjih dana koja je kolokvijalno poznata kao Mormonska crkva. Nalazi se u zagrebačkoj gradskoj četvrti Trešnjevka - jug na Jarunu.
Crkva je sagrađena i posvećena 2009. godine, a posvetio ju je apostol D. Todd Christofferson tijekom 24. godišnje konferencije Crkve u Hrvatskoj.

## Galerija
- Pročelje crkve i ulaz
- Pogled na bočno pročelje zgrade
- Tabla na ulazu

## Vanjske poveznice
|  | Zajednički poslužitelj ima još gradiva o temi Kapela Crkve Isusa Krista svetaca posljednjih dana u Zagrebu |

- Više informacija o Crkvi Isusa Krista svetaca posljednjih dana i njenim aktivnostima u Hrvatskoj možete pronaći na poveznici: (hrv.)